# Grijze herfstuil
De grijze herfstuil (Eugnorisma glareosa) is een nachtvlinder uit de familie van de uilen (Noctuidae).

## Beschrijving
De voorvleugellengte bedraagt tussen de 14 en 16 millimeter. De voorvleugel is grijs, met langs de voorvleugel drie zwarte vlekken. De achtervleugel is wit bij het mannetje, grijs bij het vrouwtje.

## Waardplanten
De grijze herfstuil heeft allerlei grassen en andere kruidachtige planten als waardplanten. De jonge rups overwintert.

## Voorkomen
De soort komt voor in West- en Centraal-Europa, en in Marokko. Hij houdt van open graslanden.

### Nederland en België
De grijze herfstuil is in Nederland en België een zeldzame soort, in Nederland beperkt de soort zich tot de zuidelijke helft van het land. De vlinder kent één generatie die vliegt van begin augustus tot halverwege oktober.